# Magny-la-Ville
Magny-la-Ville település Franciaországban, Côte-d’Or megyében. Lakosainak száma 74 fő (2022. január 1.). Magny-la-Ville Pouillenay, Saint-Euphrône, Souhey és Chassey községekkel határos.

## Népesség
A település népességének változása:
| Lakosok száma | 48   | 67   | 59   | 81   | 75   | 77   | 80   | 79   | 78   | 74   |
|               | 1968 | 1982 | 1990 | 2006 | 2013 | 2015 | 2017 | 2019 | 2020 | 2022 |